# 谷口忠
谷口 忠（たにぐち ただし、1900年（明治33年）12月8日 - 1995年（平成7年）12月11日）は、昭和期の建築学者である。

## 経歴
- 大分県出身。1921年、東京高等工業学校（現・東京工業大学）卒業。佐野利器門下、東京帝国大学助手などを経て、1929年、東京工業大学助教授に着任（1936年教授、1961年名誉教授）。日本建築学会賞・同大賞受賞、勲二等瑞宝章受章、正四位。神奈川大学工学部建築学科教授（初代建築学科長[3]）（在職1965年度-1970年度）
- 神奈川大学退官後は、東京工業大学時代の教え子服部正が創業した株式会社構造計画研究所の顧問として構造技術者を指導した。
- 専門は建築構造学で、地震工学研究などで知られる。
- 1984年、「建築耐震構造学に関する一連の研究と耐震工学の発展に貢献した業績」により日本建築学会大賞を受賞した[4]。

## 主な作品
- 建築物の地震時の挙動を表現する振動台 - 東京工業大学百年記念館（東京都目黒区大岡山2丁目）蔵、現存[5]

## 著作・文献
- 耐震構造汎論（岩波書店） - 佐野利器との共著
- 建造力学（裳華房、1948年）